# دهستان کوهپایه (ساوه)
دهستان کوهپایه یکی از دهستان‌های شهرستان ساوه در استان مرکزی ایران است. این دهستان در بخش نوبران قرار دارد و براساس سرشماری مرکز آمار ایران در سال ۱۳۹۰، جمعیت آن ۴۹۱۲ نفر (در ۱۹۷۷ خانوار) بوده‌است.